# Bukseong-dong
Bukseong-dong (koreanska: 북성동) är en stadsdel i staden Incheon i den nordvästra delen av Sydkorea, 35 km väster om huvudstaden Seoul. Den ligger i stadsdistriktet Jung-gu. Bukseong-dong är en del av stadens hamnområde.